# Granitites intangendus
Granitites intangendus là một loài thực vật có hoa trong họ Táo. Loài này được (F.Muell.) Rye mô tả khoa học đầu tiên năm 1996.